# Hossein Tavakoli
Hossein Tavakoli (10 de janeiro de 1978, em Mahmoudabad) é um iraniano, campeão olímpico em halterofilismo.
Ele ganhou ouro em halterofilismo nos Jogos Olímpicos de Verão de 2000 em Sydney, na classe de peso até 105 kg, com 425 kg no total combinado (190 no arranque e 235 no arremesso).
Outros grandes sucessos de Tavakoli foram a medalha de ouro no Campeonato Asiático de 1999 e a prata em 2004, e ainda o bronze nos Jogos Asiáticos de 2002, em Busan.